# Mycteroperca bonaci
Mycteroperca bonaci là một loài cá biển thuộc chi Mycteroperca trong họ Cá mú. Loài này được mô tả lần đầu tiên vào năm 1860.

## Từ nguyên
Từ định danh bonaci bắt nguồn từ Bonací, tên thường gọi ở Cuba đối với loài cá này.

## Phân bố và môi trường sống
M. bonaci có phân bố rộng rãi dọc Tây Đại Tây Dương, từ Bermuda và bang Massachusetts dọc theo bờ đông Hoa Kỳ (mặc dù những ghi nhận ở phía đông bắc Hoa Kỳ chỉ là cá con, nên được xem là cá thể lang thang), băng qua vịnh México (Florida Keys ngược lên phía bắc đến Alabama, cụm bãi ngầm Flower Garden, phía nam Texas dọc theo México) đến bang Santa Catarina ở phía nam, bao gồm các quần đảo Trindade và Martin Vaz và Fernando de Noronha xa bờ.
M. bonaci trưởng thành sống đơn độc gần các rạn san hô và mỏm đá ở vùng nước sâu, độ sâu có thể lên đến ít nhất là 250 m; còn cá con sống ở vùng nước nông, trên các rạn san hô có nền đáy đá và cát, hoặc trong thảm cỏ biển, đôi khi tiến cả vào khu vực cửa sông.

### Loài bị đe dọa
M. bonaci đang là mục tiêu nhắm đến của nghề cá thương mại và ngành câu cá giải trí, đặc biệt là đối với các đàn sinh sản. Do đó, quần thể của chúng đang dần suy giảm do nạn đánh bắt quá mức, bao gồm cả việc đánh bắt cá con, như được báo cáo ở México và Brasil. Hệ sinh thái biển ven bờ, cũng là nơi trú ẩn của cá con giai đoạn đầu, rất nhạy cảm với tác động ô nhiễm của con người. Do đó, M. bonaci được xếp vào nhóm Loài sắp bị đe dọa, nhưng loài này cũng gần đáp ứng những tiêu chí phân loại của Loài sắp nguy cấp.

## Mô tả
Chiều dài cơ thể lớn nhất được ghi nhận ở M. bonaci là 150 cm. Đầu và thân của cá trưởng thành màu nâu xám đến nâu sẫm, có nhiều đốm màu nâu đồng (một số đốm dính nhau tạo thành các chuỗi xích) với các vệt sọc trắng. Thân trên đôi khi có 7–8 vệt màu sẫm hình chữ nhật. Vây ngực sẫm nâu. Vây lưng mềm và vây hậu môn, cũng như viền sau vây đuôi có màu đen.
Ngoài kiểu hình trên, khi vào mùa sinh sản, M. bonaci có thể chuyển sang hai kiểu hình khác khi thực hiện màn tán tỉnh: nâu đen hoàn toàn hoặc kiểu hình "tỏa nắng", dạng hoa văn có 5 vạch trắng tỏa ra từ trước ra sau ở rìa sau của tấm mang (đối với cá đực). Vây lưng, vây bụng, hậu môn và vây đuôi của những cá thể này phần lớn có màu đen, được viền bằng dải trắng mỏng.
Số gai ở vây lưng: 11; Số tia vây ở vây lưng: 15–17; Số gai ở vây hậu môn: 3; Số tia vây ở vây hậu môn: 11–13; Số tia vây ở vây ngực: 16–17; Số vảy đường bên: 78–83.

### Loài lưỡng tính
M. bonaci là một loài lưỡng tính tiền nữ (cá đực là từ cá cái chuyển đổi giới tính mà thành). Ở Nam Florida, độ tuổi thuần thục sinh dục ước tính là 5,2 năm với kích thước trung bình khoảng 82,6 cm (chiều dài tổng: TL), tương tự độ tuổi chuyển đổi giới tính là 15,5 năm với chiều dài khoảng 121,4 cm TL. Nhưng ở bờ nam vịnh México, kích thước trung bình khi cá cái chuyển đổi giới tính là 103,3 cm FL (chiều dài từ mõm đến điểm phân thùy đuôi), ước tính 50% cá cái trưởng thành đạt được ở chiều dài 72,1 cm FL.
Có sự dị hình giới tính ở M. bonaci: dải đen cận rìa của vây đuôi, vây hậu môn và vây ngực của cá đực dày hơn và sẫm màu hơn cá cái. Trong thời gian sinh sản, vây đuôi của cá đực đặc biệt có thêm viền trắng ở rìa. Điều này còn được quan sát trong đàn sinh sản ở Belize, cá đực kiểu hình "tỏa nắng" giao phối với cá cái đen hoàn toàn.

## Sinh thái

### Thức ăn
Thức ăn của M. bonaci trưởng thành chủ yếu là những loài cá nhỏ hơn, cá con chỉ ăn động vật giáp xác là chính.

### Sinh sản
Ở Cuba, M. bonaci hợp đàn sinh sản từ tháng 1 đến tháng 3 (đỉnh điểm là từ tháng 2). Một đàn sinh sản có thể lên đến khoảng 150 con vào tháng 2, đỉnh điểm của mùa sinh sản kéo dài từ tháng 11 đến tháng 4 ở rạn san hô Belize. Còn ở Đông Bắc Brasil, mùa sinh sản của loài này diễn ra trong khoảng từ tháng 4 đến tháng 9. Ở Bermuda, M. bonaci sinh sản chủ yếu trong từ tháng 6 đến tháng 8.
Việc tạo ra âm thanh của M. bonaci, cũng như hai loài cá mú Đại Tây Dương khác là Epinephelus morio và Epinephelus guttatus, được ghi nhận quanh năm và vào mọi thời điểm trong ngày nhưng xảy ra thường xuyên hơn vào buổi tối trong thời kỳ sinh sản của chúng so với các thời điểm khác trong ngày và trong năm. Âm thanh có phần xung ngắn, theo sau là phần âm dài hơn với tần số cực đại trung bình dưới 100 Hz, đặc trưng trong các màn tán tỉnh đối với cá mú thuộc chi Mycteroperca này khi hợp thành đàn.

### Tuổi thọ
Tuổi thọ lớn nhất mà M. bonaci được ghi nhận tính đến hiện tại là 33 năm, thuộc về cá thể thu thập ở Nam Florida. Ở bãi ngầm Campeche (ngoài khơi bán đảo Yucatán), M. bonaci có thể đạt đến độ tuổi cao nhất là 29 năm.

### Ký sinh
Cho đến năm 2013, có 59 loài ký sinh được ghi nhận trên cơ thể M. bonaci ở bờ biển Yucatán (México).

## Giá trị
Như đã nói trên, M. bonaci được khai thác trong nghề cá thương mại và câu cá giải trí. Tuy nhiên, loài này có thể mang độc tố ciguatera như đã được báo cáo ở các nhóm đảo phía đông Caribe.